# Marcel Henderickx
Marcel Henderickx (Erondegem, 5 september 1925 - Aalst, 26 maart 2011) was een Belgische CVP-politicus en de laatste burgemeester van Erondegem.
Hij werd een eerste maal verkozen als gemeenteraadslid bij de gemeenteraadsverkiezingen van 1958 in Erondegem en werd schepen. Nadien was hij burgemeester gedurende twee bestuursperiodes, namelijk van 1965 tot en met 1976. Na de fusie in 1977 met de gemeente Erpe-Mere zetelde hij daar nog zes jaar als gemeenteraadslid.